# دكرنس (مركز)
مركز دكرنس هو مركز في مصر. تقع في محافظة الدقهلية في الجزء الشمالي من البلاد، على بعد 120 كم شمال العاصمة القاهرة.

## التاريخ

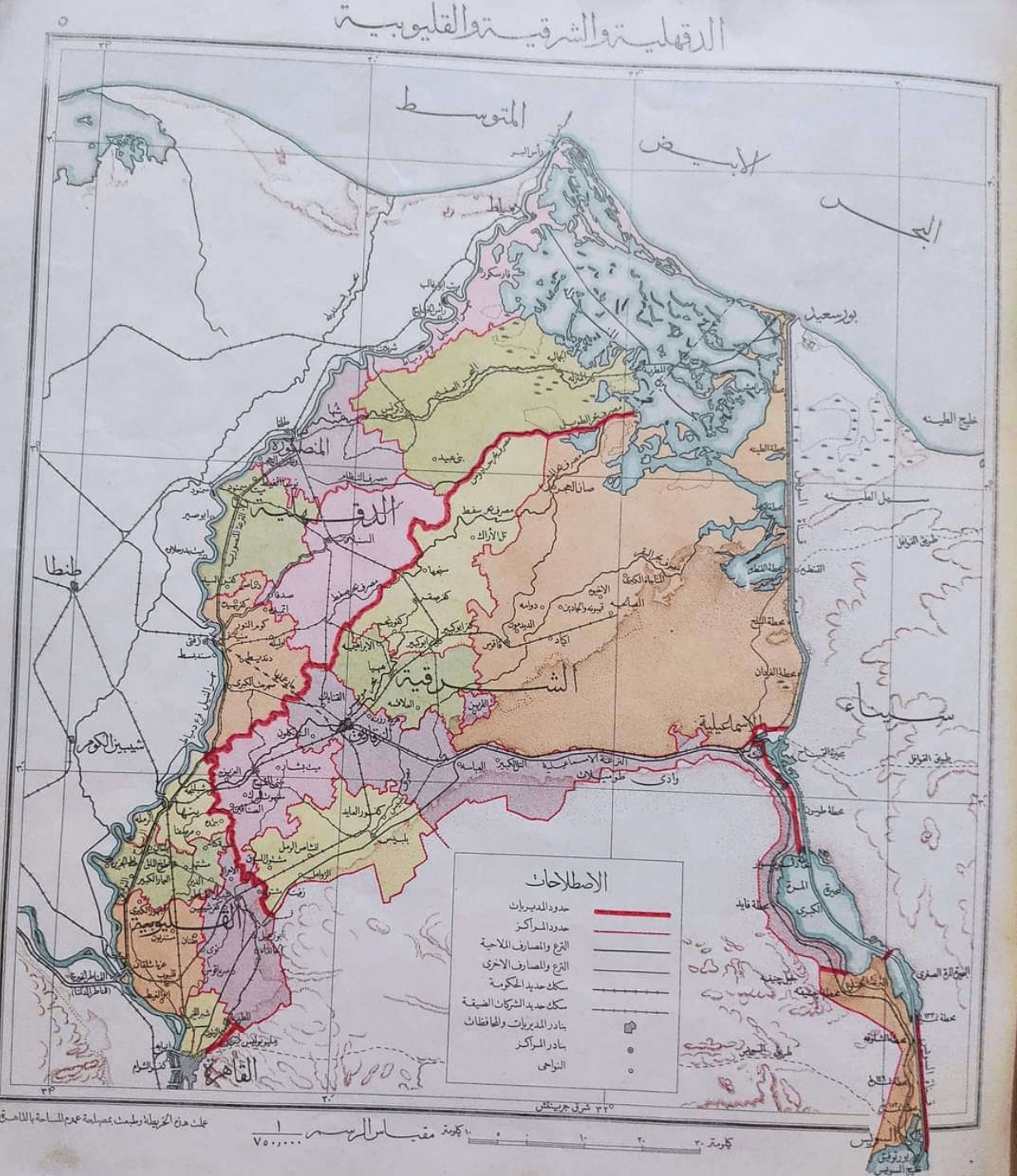
خريطة تظهر مركز دكرنس باللون الأخضر الفاتح في عام 1914

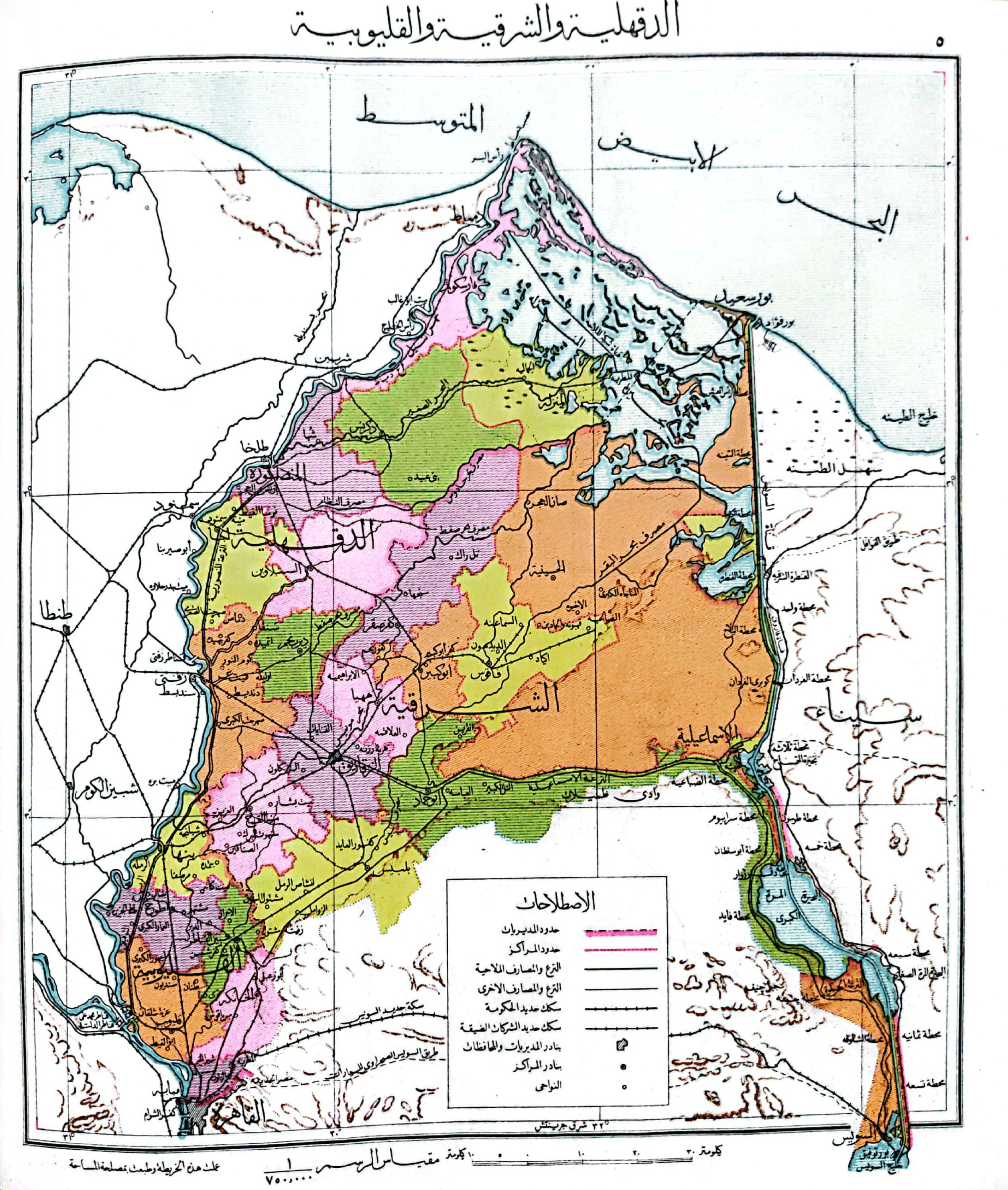
خريطة للمركز في عام 1951 بعد اقتطاع مركز المنزلة منه

أنشئ قسم في مديرية الدقهلية في عام 1826 اسمه قسم محلة دمنة كان في اختصاص هذا القسم 105 بلدة من بلاد المديرية، نقل ديوان القسم من محلة دمنة إلى دكرنس لتوسطها بلاد القسم وسمي باسم مركز دكرنس. كان المركز وقتها يشمل البلاد الواقعة بين المنصورة في الجنوب وبحيرة المنزلة بالشمال.
اقتطعت البلاد الشمالية البعيدة عن دكرنس وعددها 43 بلد في عام 1929 لتشكل مركز المنزلة، كان عدد قرى المركز 66 قرية بعام 1942. حولت منية النصر إلى المدينة في عام 1987 وشُكل لها مركز منفصل دائرة اختصاصه 22 ناحية من مركز دكرنس، ولاحقا فصلت عنه عدة قرى لتشكيل مركز بني عبيد. ليصبح عدد قراه حاليا 40 قرية.

## السكان
بلغ عدد سكان المركز 385,426 نسمة في تقدير يوليو 2024 أغلبهم ريفيون (باستثناء سكان مدينة دكرنس 103,224 نسمة)، عدد الرجال منهم 195,039 والنساء 190,387 نسمة.
| السنة | عدد السكان | السنة | عدد السكان |
| ----- | ---------- | ----- | ---------- |
| 1882  | 107,708    | 1976  | 252,447    |
| 1897  | 135,568    | 1986  | 272,311    |
| 1907  | 165,425    | 1996  | 328,944    |
| 1917  | 189,186    | 2006  | 286,011    |
| 1927  | 216,806    | 2017  | 352,590    |
| 1947  | 175,323    | 2024  | 385,426    |
| 1960  | 265,728    | —     | —          |